# 필립스 스몰리

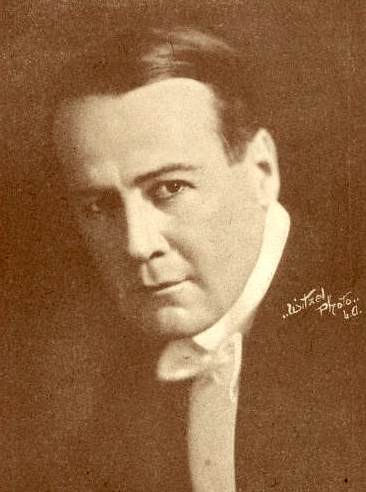

필립스 스몰리(Phillips Smalley, 1875년 8월 7일~1939년 5월 2일)는 미국의 영화 감독, 배우, 각본가, 영화 프로듀서이다.
브루클린에서 태어났으며 할리우드에서 사망하였다. 포리스트 론 메모리얼 파크에 매장되었다.

## 영화
- 내일을 위한 길(1937년)
- 창공을 달리는 사랑(1936년)
- 투 포 투나잇(1935년)
- 오페라의 밤(1935년)
- 체인드(1934년)
- 동물원 속의 살인자(1933년)
- 찰리의 이모(1925년)
- 더 덤 걸 오브 포르티치(1916년)